# Cabeça de galo
Cabeça de galo é um prato típico da culinária nordestina, principalmente dos estados de Pernambuco, Paraíba e Ceará.

## Características
Basicamente, a iguaria é uma sopa espessada (caldo engrossado com farinha de mandioca) de ovos (geralmente cozidos dentro da própria sopa mas colocados de modo a ficarem inteiros principalmente a gema), farinha de mandioca, e especiarias, principalmente pimenta, cebola e coentro. É considerado no meio popular um revigorante, principalmente após embriaguez (ressaca) ou convalescência, por exemplo quando alguém está doente e não consegue comer algo pesado, para não deixar o enfermo subnutrido pela falta de apetite se oferece a sopa espessada para lhe melhorar o vigor de outrora até que esteja estabelecido de novo o seu apetite oriundo da energia de antes da enfermidade.
Não há registros precisos sobre a origem desse prato, acreditando-se ser uma contribuição de colonos comuns da metrópole adaptando sua alimentação aos ingredientes locais.
Com ingredientes de fácil obtenção em feiras populares, como tomate, coentro, alho, pimentão, cebola, farinha de mandioca e ovos, além de condimentos comuns na mesa brasileira, como pimenta do reino e colorau, a cabeça de galo tem variações de preparo e denominação em praticamente todos os estados brasileiros, principalmente os da região Nordeste.